# Општина Глодени (Муреш)
Глодени (рум. Glodeni) општина је у Румунији у округу Муреш.
Oпштина се налази на надморској висини од 397 m.